# Bayreuth African Studies Series
Die Bayreuth African Studies Series (Abk. BASS) sind eine von Eckhard Breitinger (1940–2013) am Institut für Afrikastudien der Universität Bayreuth begründete, herausgegebene und verlegte wissenschaftliche Buchreihe zu Fragen afrikanischer Literatur, Linguistik, Musik, Theater, Soziologie, Religionen und Kulturen Afrikas. Afrikawissenschaftlern und afrikanischen Wissenschaftlern wurde darin gleichermaßen ein Forum geboten. Die Reihe erscheint seit 1984. Derzeit umfasst sie etwa 100 Monographien und Sammelbände (2013).

## Titelübersicht zur BASS
(ufb.uni-bayreuth.de)
- 1 The Sudan: Ethnicity and National Cohesion. 1984.
- 2 Towards African Authenticity: Language and Literary Form. 1985.
- 3 Littératures africaines francophones. 1985.
- 4 Approaches to African Identity. 1986.
- 5 Language and Education in Africa. 1986.
- 6 Literature and African Identity. 1986.
- 7 Drama and Theatre in Africa. 1986.
- 8 Interviews avec des écrivains africains francophones. 1986.
- 9 Bender, Wolfgang, ed. Perspectives on African Music. 1989.
- 10 Oloukpona-Yinnon, Adjai Paulin. Douala 1893: La Revolte des esclaves mercenaires. 1987.
- 11 African and Western Legal Systems in Contact. 1989.
- 12 Beier, Ulli. Three Yoruba Artists. 1988.
- 13 Vossen, Rainer. Patterns of Language Knowledge and Language Use in Botswana. 1988.
- 14 Lindfors, Bernth. Kulankula: Interviews with Writers from Malawi and Lesotho. 1989.
- 15 Schmied, Josef, ed. English in East and Central Africa I. 1989.
- 16 Euba, Akin. Essays on Music in Africa I. 106 pp. Euba, Akin.Essays on Music in Africa II – Intercultural Perspectives . 1989. BASS and Elékóto Music Centre Lagos
- 17 Ludwar-Ene, Gudrun, ed. New Religious Movements and Society in Nigeria. 1991.
- 18 Schmied, Josef, ed. Linguistics in the Service of Africa. 1991.
- 19/20 Anyinefa, Koffi. Littérature et politique en Afrique noire. 1990.
- 21/22 Euba, Akin. Yoruba Drumming. The Dundun Tradition. 1990.
- 23 Riesz, Janosz & Alain Ricard, eds. Le Champ littéraire togolais. 1991.
- 24 Schmied, Josef, ed. English in East and Central Africa II. 113 1992.
- 25 Uzoigwe, Joshua. Akin Euba: An Introduction to a Nigerian Composer. 1992.
- 26 Ludwar-Ene, Gudrun & Mechthild Reh, eds. Gros Plan sur les Femmes en Afrique – Afrikanische Frauen im Blick – Focus on Women in Africa. 1993.
- 27 Veit-Wild, Flora. Survey of Zimbabwean Writers. Educational and Literary Careers. 1992.
- 28 Aas, Norbert & Harald Sippel. Koloniale Konflikte im Alltag. 1992.
- 29 Kimberlin Cynthia Tse, & Akin Euba, eds. Intercultural Music. 1995.
- 30 Lyonga, Nalova, Eckhard Breitinger & Bole Butake, eds. Anglophone Cameroon Writing . 1993. 2
- 31 Breitinger, Eckhard, ed. Theatre and Performance in Africa: Intercultural Perspectives. 1994. [2nd revised edition 2003.]
- 32 Wright, Derek. The Novels of Nuruddin Farah. 1994. [2nd revised & enlarged edition 2004.]
- 33 Riesz, János & Hélène d'Almeida-Topor. Échanges Franco-Allemands sur l'Afrique. 1994.
- 34 Beyaraza, Ernest. Contemporary Relativism with Reference to Culture and Africa. 1994.
- 35 Frank, Marion. Aids-Education through Theatre: Case Studies from Uganda. 1995.
- 36 Breitinger, Eckhard & Rose Mbowa, eds. Theatre for Development. 1994.
- 37 Pugliese, Cristiana. The Life and Writings of Gakaara wa Wanjau. 1995.
- 38 Nganda, Cecilia Namulondo. Primary Education and Social Integration. 1996.
- 39 Breitinger, Eckhard, ed. Uganda: The Cultural Landscape. 1999.
- 40 Obafemi, Olu. Contemporary Nigerian Theatre. 1996.
- 41 Debusmann, Robert & Stefan Arnold, eds. Land Law and Land Ownership in Africa. 1996.
- 42 Wright, Derek. Contemporary African Fiction. 1997.
- 43 Kerr, David. Dance, Media Entertainment and Popular Theatre in South East Africa. 1998.
- 44 Abodunrin, Femi. Blackness – Culture, Ideology and Discourse. 1996.
- 45 Ezenwa-Ohaeto. Contemporary Nigerian Poetry and the Poetics of Orality. 1998.
- 46 Twaib, Fauz. The Legal Profession in Tanzania. 1997.
- 47 Omojola, Bode. Nigerian Art Music. 1997.
- 48 Arndt, Susan. African Women's Literature: Orature and Intertextuality. 1998.
- 49 Rohmer, Martin. Theatre and Performance in Zimbabwe. 1999.
- 50 Hutchinson, Yvette & Eckhard Breitinger. History and Theatre in Africa. 2000.
- 51 Rissom, Ingrid, ed. Languages in Contrast in Africa.2002.
- 52 Beier, Ulli, ed. A Dreaming Life: An Autobiography of Twins Seven-Seven. 1999.
- 53 Labi, Gyimah. Theoretical Issues in African Music. 2003.
- 54 Kom, Ambroise, ed. Mongo Beti Parle. 2002.
- 55 Simatei, Tirop Peter. The Novel and the Politics of Nation Building. 2001.
- 56 Bodunde, Charles, ed. Literatures in African Languages. 2001.
- 57 Wamitila, Kyallo Wadi. Archetypal Criticism of Kiswahili Poetry. 2001.
- 58 Bodunde, Charles. Oral Traditions and Aesthetic Transfer. 2001.
- 59 Ogundele, Wole, ed. The Hunter Thinks the Monkey is not Wise. 2001.
- 60 Okome, Onookome, ed. Writing the Homeland: The Politics and Poetry of Tanure Ojaide. 2002.
- 61 Dugga, Victor Samson. Creolisations in Nigerian Theatre. 2002.
- 62 Beier, Ulli, ed. Yoruba Poetry – An Anthology. 2002.
- 63 Omojola, Bode. Studies in African Pianism. (Musical scores.) 2003.
- 64 Omojola, Bode. Three Yoruba Sacred Choral Works. (Musical scores.) 2003.
- 65 René Philombé, Bedi-Ngula, l’ancien maquisard. (Roman/novel.) 2002.
- 66 Ogundele, Wole. Omoluabi – Ulli Beier, Yoruba Society and Culture. With a foreword by Wole Soyinka. 2003.
- 67 Kom, Ambroise, ed. Remember Mongo Beti. 2003.
- 68 Khamalwa, Wotsuna. Identity, Power, and Culture: Imbalu Initiation among the Bamasaba in Uganda. 2004.
- 69 Tcheuyap, Alexi, ed. Cinema and Social Discourse in Cameroon. 2005.
- 70 Frank, Haike. Role-Play in South African Theatre. 2004.
- 71 Akinyemi, Akintunde. Yoruba Royal Poetry. 2004.
- 72 Beier, Georgina. They Keep Their Fires Burning. 2005.
- 73 Berndt, Katrin.Female Identity in Contemporary Zimbabwean Fiction. 2005.
- 74 Samba, Emelda Ngufor. Women in Theatre for Development. 2005.
- 75 Adogama, Afe & Cordula Weißköppel, eds. Religion in the Context of African Migration. 2005.
- 76 Takem, John Tiku. Theatre and Environmental Education in Cameroon. 2005.
- 77 Arndt, Susan & Marek Spitczok von Brisinski, eds. Africa, Europe and Post-Colonialism: Racism, Migration and Diaspora in African Literature. 2006.
- 78 Adeyemi, Sole, ed. Portraits for an Eagle–Essays in Honour of Femi Osofisan. 2006.
- 79 Manfred Loimeier: Die Macht des Wortes – Das journalistische Interview als Rezeptionsform afrikanischer Literaturen. 2006.
- 80 De B’béri, Boulou Ebanda. Mapping Alternative Expressions of Blackness in Cinema. 2006.
- 81 Ezenwa-Ohateo. Subject, Context and the Countours of Nigerian Fiction. 2007.
- 82 Arndt, S., E. Breitinger, M.v. Brisinski, eds. Theatre, Performance and New Media in Africa. 2007.
- 83 Ambe, Hilarious. Change Aesthetics in Anglophone Cameroon Theatre. 2007.
- 84 Bolzt, Kerstin. Women Artists in Zimbabwe. 2007.
- 85 Koch, Jule. Karibuni Wananchi Theatre for Development in Tanzania. 2008.
- 86 Odhiambo, Christopher. Theatre for Development in Kenya. 2008.
- 87 Bodunde, Charles. Text and Theories in Transition . 2010.
- 88 Na’Allah, Abdul-Rasheed. Africanicity, Islamicity and Performativität: Identity in the House of Ilorin. 2009.
- 89 Akinyemi, Akintunde, ed. African Creative Expression: Mother Tongue and Other Tongues. 2011.
- 90 Chiangong, Mforbe Pepetual. Rituals in Cameroon Drama: A Semiological Interpretation of the Plays of Gilbert Doho, Bole Butake and Hansel Ndumbe Eyoh. 2011.
- 91 Legère, Karsten, ed. Bantu Languages and Linguistics: Papers in Memory of Dr. Rugatiri Mekacha. 2013.

(nicht nummerierte Titel der BASS)
- Atto, Ursula. „...et tout le reste pour les filles“: Zur Hausarbeit von Kindern in Abidjan, Cote d’Ivoire. 1996.
- Bielemeier, Günter. Frankophones Theater im Senegal. Seine Herausbildung und Entwicklung von den Anfängen bis zur Gegenwart. 1990.
- Fluche, Christiane. Palaver: Geschlechter- und Gesellschaftsdiskurs in Nigeria. 2002.
- Gbaguidi, Ahonagnon Noel. Erbrecht an Grund und Boden in Benin: Betrachtungen zur Ermittlung des Erbstatuts in einem Mehrrechtsstaat. 1994.
- Gbanou, Sélom K. & Sénamin Amedegnato. Écritures et Mythes: L’Afrique en question Mélanges offerts à Jean Huenumadji Afan. 2006.
- Heidenreich, Georg Eduard. Arbeit und Beruf bei Handwerkern der Bakiga in Uganda. 1994.
- Kimbuzi, Miabeto Ladi Ntoota. Koongo - Zayidi - Ngola. 1993.
- Linnebuhr, Elisabeth, ed. Transition and Continuity of Identity in East Africa and Beyond – In Memoriam David Miller. 1989.
- Lubega, Bonni. Olulimi Oluganda Amakula. (Luganda Semantic Dictionary). Kampala: Belinda Publishers. Distributed by BASS. 1994.
- Mekacha, Rugatiri D.K. The Sociolinguist Impact of Kiswahili on Ethnic Community Languages in Tanzania: A Case Study of Ekinata. 1993.
- Musau, Paul Muthoka. Aspects of Interphonology: The Study of Kenyan Learners of Swahili. 1993.
- Namubiru, Proscovia Ssentamu. The Theory-Practice Discourse in Initial Teacher Education: Perspective, Problems, Prospects. 2007.
- Onovoh, Paul Onyemechi. „Afrikaner erzählen ihr Leben“: Sammlungen afrikanischer Autobiographien als Ereignis der späten dreißiger Jahre. 1998.
- Schmied, Doris. Subsistence Cultivation, Market Production and Agricultural Development in Ruvuma Region, Southern Tanzania. 1989.
- Thielmann, Pia. Love and Other Improbabilities. (Poems.) 2004. 88 pp. Jointly published with Kachere Books Zomba/Malawi.